# آزمون علامت
آزمون علامت (به انگلیسی: Sign test) از انواع آزمونهای آماری غیرپارامتری است و هنگامی به کار برده می‌شود که نمونه‌های جفت (مثل زن و شوهر یا خانه‌های فرد و زوج و غیره) مورد نظر باشد. زیرا در این آزمون یافته‌ها به صورت جفت جفت بررسی می‌شوند و اندازه مقادیر در آن بی‌اثر است و فقط علامت مثبت و منفی یا در واقع جهت پاسخ‌ها یا بیشتر و کمتر بودن پاسخهای جفت‌های گروه مورد تحقیق (نمونه آماری) در نظر گرفته می‌شود.

## خصوصیات
هنگامی که ارزشیابی متغیر مورد مطالعه با روشهای عادی قابل اندازه گیری نباشد و قضاوت در مورد نمونه‌های آماری (که به صورت جفت‌ها هستند) فقط با علامت بیشتر (+) و کمتر (-) مورد نظر باشد، از این آزمون می‌توان استفاده کرد.
شکل توزیع می‌تواند نرمال یا غیر نرمال باشد یا از یک جامعه یا دو جامعه باشند (مستقل یا وابسته). توزیع باید پیوسته باشد. این آزمون فقط تفاوتهای زوجها را مورد بررسی قرار می‌دهد و در صورت مساوی بودن نظرات هر زوج (مشابه بودن) آنها را از آزمون حذف می‌کند. چون مقادیر در این آزمون نقشی ندارند، شدت و ضعف و اندازه بیشتر یا کمتر بودن نظرات پاسخگویان (جفت‌ها) در این آزمون بی اثر است و در واقع نقص این آزمون حساب می‌شود.